# 정순왕후 (조선 영조)
정순왕후 김씨(貞純王后 金氏, 1745년 12월 2일(음력 11월 10일) ~ 1805년 2월 11일(양력 1월 12일))는 조선의 21대 왕인 영조(英祖)의 계비이다. 경기도 여주 출신.
정식시호는 예순성철장희혜휘익렬명선수경광헌융인정현소숙정헌정순왕후(睿順聖哲莊僖惠徽翼烈明宣綏敬光獻隆仁正顯昭肅靖憲貞純王后)이다. 본관은 경주(慶州). 오흥부원군 김한구(金漢耉)와 원풍부부인 원씨의 딸이다. 살아 생전에 자식을 낳지 못했다.

## 생애

### 출생
1745년 현재의 충청남도 서산에서 김한구와 원풍부부인 원씨의 딸로 태어났다. 그의 본가는 경기도 여주군 여주읍에 있어 행장에서는 그를 여주 출신으로 봤다. 김한구의 고조부는 효종 때 강빈(姜嬪)의 신원을 주청하다 장살당한 서인 학주 김홍욱(金弘郁)이다.

### 영조 시대

#### 왕비책봉
1757년, 정비인 정성왕후(貞聖王后)가 승하하자 영조는 부왕 숙종의 유지에 따라 후궁들 중에서 새 왕비(王妃)를 책봉하지 않았다. 1759년 6월 9일, 정식 중전간택을 통해 김한구(金漢耉)의 딸을 새 왕비(王妃)로 6월 22일, 창경궁에서 혼례를 올렸다. 당시 영조의 나이는 66세, 정순왕후는 15세로 조선 개국 이후 가장 나이 차가 큰 혼인이었고 그가 왕비(王妃)에 책봉될 때 부모 내외는 물론 조부 김선경도 생존하고 있었다. 심지어 1735년에 태어난 영조의 아들인 사도세자와 며느리인 혜경궁 홍씨보다 10살이나 어렸다.
간택 당시의 일화로 영조는 간택 규수들에게 세상에서 가장 깊은 것이 무엇인지 물었는데 다른 규수들은 ‘산이 깊다’, ‘물이 깊다’는 답을 했지만 유독 정순왕후는 ‘인심이 가장 깊다’고 답하여 영조의 눈길을 사로 잡았다. 가장 아름다운 꽃이 무엇이냐는 질문에 '목화꽃은 비록 멋과 향기는 빼어나지 않으나 실을 짜 백성들을 따뜻하게 만들어 주는 꽃이니 가장 아름답다.'라는 말로 영조를 감탄시켰다고 한다.
왕비 책봉 이후에도 상궁이 옷의 치수를 재기 위해 잠시 돌아서달라고 하자 단호한 어조로 “네가 돌아서면 되지 않느냐”고 추상같이 답하여 어린 나이에도 왕비(王妃)의 체통을 중시하였던 그녀의 면모를 알 수 있다. 남편인 영조의 총애는 깊었지만 대군은 커녕 공주도 소생하지 못하였으며 임신했다는 기록도 없고 유산했다는 기록도 없다.

### 정조 시대
영조 후기 영조의 양대 척신 가문인 정순왕후의 친정 오라비 김귀주 및 경주 김씨(慶州金氏)측과 혜경궁 홍씨 친정 풍산 홍씨(豊山 洪氏)측은 영조 말년에 계속적으로 대립했다. 남편 영조가 승하하고 손자인 정조가 즉위하자 왕대비(王大妃)로 승격되었다.
정순왕후의 오빠인 김귀주는 영조 시기에 후일 정조가 중용하는 청명당과 함께 행동했다고 알려져 있으며, 정조가 즉위하자 한성판윤을 제수받고 홍인한, 정후겸 탄핵에 동참했다. 그런데 정조는 홍인한, 정후겸에 대한 처분이 마무리되자마자 김귀주가 혜경궁에게 문안하지 않았다는 핑계로 흑산도로 귀양보냈다. 김귀주는 1786년에 유배지에서 사망했다.

### 순조 시대

#### 수렴청정
1800년 8월 18일 정조가 승하하고 순조가 11세의 어린 나이로 즉위하자 대왕대비(大王大妃)로 승격되었으며 왕실의 제일 큰 윗전으로서 수렴청정을 하였다. 정조가 죽은 다음날부터 언문교지를 내려 정사를 시작하였는데, 7월 4일에는 좌의정 심환지를 영의정, 좌의정에는 이시수를 임명하는등 인사를 단행했다. 이는 국상중에는 모든 정사, 특히 인사 조치를 중지하는 관례를 깨는 조치였으며, 자신의 친인척과 노론 벽파 인사들로 조정을 채워넣었다. 정순왕후는 영의정 이병모가 청나라에 사신으로 가 있어 국상중에 삼공을 갖추어야 한다는 명분을 내세웠다.
국상이 끝나자 정순왕후는 천주교 금지령을 내려 이를 통해 자신과 대립되는 남인, 소론 시파들을 대거 숙청하였다. 정조의 이복동생인 은언군과 혜경궁 홍씨의 동생인 홍낙임(洪樂任)을 처형시켰고 정조가 설치한 장용영을 폐지하였으며 정조가 묵인하던 천주교를 대대적으로 탄압하여 남인과 소론 시파들을 축출하였다. 또한 정조가 내쳤던 김관주(金觀柱)와 김용주(金龍柱)등의 노론 벽파 관료들을 대거 등용하였다. 1802년, 정조의 유지에 따라 김조순의 딸을 순조의 왕비로 책봉하고 김조순을 영안부원군(永安府院君)에 봉하고 관직을 제수하였다.

#### 신유박해
정순왕후는 수렴청정을 하는 동안 ‘정학(正學)이 밝아지면 사학(邪學)은 저절로 종식될 것’이라며 천주교를 묵인한 정조와는 달리 천주교를 강경하게 탄압하였다. 급기야는 1801년 2월 22일(음력 1월 10일), 사학(邪學, 천주교)의 엄금을 하교하여 천주교를 박해하는 이른바 신유박해(辛酉迫害)를 일으킨다. 아래는 1801년 2월 22일(음력 1월 10일), 천주교 엄금에 관해 정순왕후가 하교한 내용이다.
“선왕(先王)께서는 매번 정학(正學)이 밝아지면 사학(邪學)은 저절로 종식될 것이라고 하셨다. 지금 듣건대, 이른바 사학이 옛날과 다름이 없어서 서울에서부터 기호(畿湖)에 이르기까지 날로 더욱 치성(熾盛)해지고 있다고 한다.
사람이 사람 구실을 하는 것은 인륜이 있기 때문이며, 나라가 나라 꼴이 되는 것은 교화가 있기 때문이다.
그런데 지금 이른바 사학은 어버이도 없고 임금도 없어서 인륜을 무너뜨리고 교화에 배치되어 저절로 이적(夷狄)과 금수(禽獸)의 지경에 돌아가고 있는데, 저 어리석은 백성들이 점점 물들고 어그러져서 마치 어린 아기가 우물에 빠져들어가는 것 같으니, 이 어찌 측은하게 여겨 상심하지 않을 수 있겠는가?
감사와 수령은 자세히 효유하여 사학을 하는 자들로 하여금 번연히 깨우쳐 마음을 돌이켜 개혁하게 하고, 사학을 하지 않는 자들로 하여금 두려워하며 징계하여 우리 선왕께서 위육(位育)하시는 풍성한 공렬을 저버리는 일이 없도록 하라.
이와 같이 엄금한 후에도 개전하지 않는 무리가 있으면, 마땅히 역률(逆律)로 종사(從事)할 것이다.
수령은 각기 그 지경 안에서 오가작통법(五家作統法)을 닦아 밝히고, 그 통내(統內)에서 만일 사학을 하는 무리가 있으면 통수(統首)가 관가에 고하여 징계하여 다스리되, 마땅히 의벌(劓罰)을 시행하여 진멸함으로써 유종(遺種)이 없도록 하라.
그리고 이 하교를 가지고 묘당(廟堂)에서는 거듭 밝혀서 경외(京外)에 지위(知委)하도록 하라.”

이러한 대대적인 천주교 탄압정책은 정조의 천주교 해법론을 부정하는 것이었으며, 정치적으로는 노론 벽파의 정적이자 천주교인들이 상대적으로 많던 남인과 시파(時派)의 제거를 목적으로 한 숙청이었다는 분석도 있다. 이로 인해 남인 출신인 정약용의 셋째형 정약종과 이승훈이 처형되었으며 이미 배교한 이가환도 장살당하였으며 정약용은 유배형에 처해졌다.
신유박해 이후 이에 불만을 품은 정약현(丁若鉉, 정약용의 맏형)의 사위인 황사영(黃嗣永)에 의해 이른바 황사영 백서 사건이 벌어짐으로써 조선 내에서의 천주교 탄압은 더욱 거세어진다.

### 사망
신유박해를 통한 숙청작업 1년만에 조정은 노론 벽파로 채워졌다. 그런데 1803년(순조 3)에 평양부와 함흥부에 큰 불이 나더니 그해 11월에 사직악기고, 12월에는 창덕궁 선정전, 인정전에도 큰 화재가 발생했다. 닷새후에는 장안의 종루 거리에서 다시 큰불이 나서 인심이 흉흉해지자 정순황후는 1804년 2월 9일(1803년 음력 12월 28일) 수렴청정에서 물러났다.
순조의 친정이 선포되자, 그의 장인이자 정조의 친위세력이었던 김조순에 의해 대부분의 벽파 관료가 숙청되고 자신의 영향력도 약화되었다. 그리고 이러한 일련의 흐름은 조선의 정치가 당파 중심에서 외척 중심으로 나아가게 만들었다. 결국 안동 김씨의 세도정치가 시작되어 허망한 말년을 보내다가 1년 뒤인 1805년 2월 11일(음력 1월 12일), 창덕궁 경복전에서 승하하였다. 능은 경기도 구리시 동구릉 내에 위치한 원릉(元陵)으로 영조와 함께 묻혀있다.

## 가족관계
| - 조부 : 호조참의 증 영의정 김선경(戶曹參議 贈 領議政 金選慶, 1699~1760) - 조모 : 증 지평 홍주화(贈 持平 洪冑華, 1660~1718)의 딸 증 정경부인 남양 홍씨(贈 貞敬夫人 南陽 洪氏, 1704~1754) - 아버지 : 영돈녕부사 오흥부원군 증 영의정 충헌공 김한구(領敦寧府事 鰲興府院君 贈 領議政 忠憲公 金漢耉, 1723~1769) - 외조부 : 진천현감 증 판서 원명직(鎭川縣監 贈 判書 元命稷, 1683~1725) - 외조모 : 통덕랑 심정황(通德郞 沈廷滉)의 딸 청송 심씨(靑松 沈氏, 1696~1776) - 어머니 : 원풍부부인 원주 원씨(原豊府夫人 原州 元氏, 1722~1769) - 오빠 : 증 이조판서 김귀주(贈 吏曹判書 金龜柱, 1740~1786) - 올케 : 공조좌랑 이춘빈(工曺佐郞 李春彬)의 딸 증 정부인 덕수 이씨(贈 貞夫人 德水 李氏, 1741~1767) - 올케 : 박사경(朴師經)의 딸 반남 박씨(潘南 朴氏) - 조카 : 호조참판 김노충(戶曹參判 金魯忠) - 조카 : 직장 김노서(直長 金魯恕) - 남동생 : 김인주(金麟柱) - 올케 : 현감 홍치적(縣監 洪致績)의 딸 남양 홍씨(南陽 洪氏) | - 남편 : 영조(英祖, 1694 ~ 1776) |

## 여러 논란

### 호칭 논란
순조즉위후 수렴청정을 하던시기에 정순왕후가 여군(女君), 여주(女主)를 자칭하는 것을 두고 본인이 여자국왕, 여자임금 임을 자처한 것이라는 해석이 한동안 주류를 이뤘으나 이는 완전한 오류이다. 여군, 여주는 모두 동양권에서 왕후 등이 사용하였던 용어이며, 정순왕후 외 조선의 다른 대비들이 사용한 기록이 다수 존재한다. 정순왕후는 정조 생전에도 여군(女君)을 자칭한 기록(정조 10년 12월 1일)이 있으니 이것이 '여자 임금'이라는 의미일 수는 없는 것인데, 전술한 통설은 이러한 점을 완전히 간과한 오류를 범하였다.

### 정조와의 관계
정조는 김귀주가 혜경궁에게 문안하지 않았다는 핑계로 흑산도로 귀양보냈다. 이 날 연석에서 정조는 김귀주를 귀양보낸 실제 이유는 영조때 김귀주가 외조부 홍봉한을 탄핵한 데 있음을 밝혔다. 이로 인해 정조와 정순왕후 사이에 어떤 긴장 관계가 생겼는지 여부는 현재로선 확인할 수 없다.
그러나 이듬해 홍인한, 정후겸 처분에 관련된 자신의 입장을 홍보하기 위한 책《명의록》을 편찬하였을 때, 이 책 속에서 '세손이 위기에 처했을 때 내전이 안에서 세손을 도와 세손이 무사하게 되었다'라는 내용을 수록하여, 그가 정조 즉위에 공이 있음을 공식적으로 대내외에 밝혔다. 이 부분은 정조 사후 간행된 《정종대왕행장》과 정순왕후 사후에 간행된 그 자신의 《행장》등에서 재확인되는 내용이다.
나의 자전(慈殿)이 과인의 몸을 보우(保佑)하였음은 인원성후(仁元聖后, 인원왕후)가 선대왕(영조)을 보우함과 같았습니다. 
정조어제 오흥부원군 김한구(정순왕후 부) 치제문 중

세간에는 정순왕후와 정조가 극심한 대립관계였다고 알려져 있으나《일득록》에는 정순왕후를 향해 친밀한 감정을 나타내는 기록이 전하고 정순왕후는 정조의 행록을 쓰며 정조가 자신을 극진히 공양했음을 과시하고 있다.

## 문화 작품

### 드라마
- 《조선왕조 오백년 한중록》 (MBC, 1988년~1989년, 배우:김용선)
- 《왕도》 (KBS, 1991년, 배우:김자옥)
- 《대왕의 길》 (MBC, 1998년, 배우:이인혜)
- 《소설 목민심서》 (KBS, 2000년, 배우:김영란)
- 《홍국영》 (MBC, 2001년, 배우:염지윤)
- 《한성별곡 - 正》 (KBS, 2007년, 배우:정애리)
- 《정조암살미스터리: 8일》 (채널CGV, 2007년 11월 17일~ 2007년 12월 16일, 배우:김희정)
- 《이산》 (MBC, 2007년~2008년, 배우:김여진)
- 《바람의 화원》 (SBS, 2008년, 배우:임지은)
- 《무사 백동수》 (SBS, 2011년, 배우:금단비)
- 《비밀의 문: 의궤 살인 사건》 (SBS, 2014년, 배우:하승리)
- 《옷소매 붉은 끝동》 (MBC, 2021년, 배우:장희진)

### 뮤지컬
- 《정조대왕》 (2007년, 배우:윤민주)

### 영화
- 《역린》(2014년, 배우:한지민)
- 《사도》(2015년, 배우:서예지)

## 같이 보기
- 영조
- 사도세자
- 정조
- 신유박해
- 세도정치

## 참고 문헌
- 춘추관 관원들 (1838). 《순조실록》.